# Scytinostroma renisporum
Scytinostroma renisporum är en svampart som beskrevs av Boidin, Lanq. & Gilles 1987. Scytinostroma renisporum ingår i släktet Scytinostroma och familjen Lachnocladiaceae.   Inga underarter finns listade i Catalogue of Life.